# Squeaky Voiced Teen
Jeremy Peterson is een personage uit de animatieserie The Simpsons. Hij wordt ingesproken door Dan Castellaneta.
Jeremy is een van de weinige tieners in de serie, en zit voortdurend vast in doodlopende baantjes. Hij wordt ook wel "Pimple-faced teen", "Pimple-faced kid", "Puberty Boy", "Geeky Teenager" en soms "Old Man Peterson" genoemd. In The Simpsons: Tapped Out noemen ze hem baardkeeltiener.
De squeaky-voiced teen heeft acne en zijn stem slaat telkens over. Hij werd eenmaal gezien in het openingsfilmpje waarin hij en een blonde dame op de bank van de Simpsons zaten. Eenmaal probeerde hij zelfmoord te plegen omdat Fox de serie Futurama had stopgezet.
In de aflevering "Marge vs. Singles, Seniors, Childless Couples and Teens, and Gays" verloor hij zijn piepstem om "een man te worden", maar dit was maar van korte duur.
Squeky-voiced teen’s echte naam werd in de loop van meerdere afleveringen onthuld. Seymour Skinner noemde hem "Jeremy" in een verwijderde scène op de dvd van het vijfde seizoen, in de aflevering "Sweet Seymour Skinner's Baadasssss Song". Zijn achternaam werd gegeven in de aflevering "Lisa vs. Malibu Stacy", waarin Abraham Simpson zijn baan bij de Krusty Burger opgeeft en hem daarbij "Mr. Peterson" noemt. In "G.I. (Annoyed Grunt)" werd hij "Mr. Freedman" genoemd door Dolph.
Er zijn meerdere Squeaky Voiced Teens, die meestal worden bedacht om aan te sluiten op een bepaalde locatie. Zo werd er ook een Britse variant van hem gezien in Engeland. Deze versie praatte met een cockney accent. Een Australische versie van de Squeaky Voiced Teen werd gezien in een souvenirwinkel in de aflevering "Bart vs. Australia". Er is zelfs een Krusty Burger restaurant dat geheel wordt gerunt door Squeaky Voiced Teens.
In de aflevering "Team Homer" werd gesuggereerd dat Lunclady Doris zijn moeder is.

## Banen
- Student op het kappers college
- Duff Gardens; Supermarkt (verschillende Squeaky Voiced Teens)
- Hardware Winkel
- Oude Springfield stad.
- Gulp-'n-Blow
- Krusty Burger
- De stem van een antilichaam in Bart’s immuunsysteem.
- Hotel in Hollywood
- Noiseland Arcade
- Monstromart
- Burns' casino
- Kidstown speelgoedwinkel
- Aztec Theater
- Springfield Wassenbeeldenmuseum
- Groente en fruitverkoper.
- Onhandige studentverhuizer
- Channel 3
- Souvenirwinkel in Australië
- Lard Lad Donuts
- United States Air Force
- Barney's Bowl-A-Rama
- Portier in Mr. Burns' aangepaste kerk.
- IRS Burger (voorheen Krusty Burger)
- TV studio
- Mom & Pop's Hardware Store
- Postman
- Gun Club Café
- Luchthaven
- Pleziercentrum
- Winkel voor gezonde voeding.
- Auto’s wassen.
- Sprawl-Mart
- Springfield War Memorial Stadion
- Springfield Googolplex
- Talent contest stagehand
- Dame Judi Dench's Fish 'n' Chips (fast food restaurant in Londen)
- The Sole Provider

Homer Simpson · Marge Simpson · Bart Simpson · Lisa Simpson · Maggie Simpson · Abraham Simpson · Patty en Selma Bouvier · Jacqueline Bouvier · Mona Simpson · Santa's Little Helper · Snowball II · Familie Bouvier
Jasper Beardley · Comic Book Guy · Eddie en Lou · Maude Flanders · Ned Flanders · Professor Frink · Barney Gumble · Julius Hibbert · Lionel Hutz · Eerwaarde Lovejoy · Kapitein Horatio McCallister · Hans Moleman · Bleeding Gums Murphy · Apu Nahasapeemapetilon · Mayor Joe Quimby · Dr. Nick Riviera · Agnes Skinner · Cletus Spuckler · Squeaky Voiced Teen · Disco Stu · Moe Szyslak · Kirk Van Houten · Luann Van Houten · Chief Clancy Wiggum
Gary Chalmers · Rod en Todd Flanders · Jimbo Jones · Kearney · Edna Krabappel · Otto Mann · Nelson Muntz · Martin Prince · Seymour Skinner · Milhouse Van Houten · Ralph Wiggum · Groundskeeper Willie · andere studenten
Montgomery Burns · Carl Carlson · Lenny Leonard · Waylon Smithers
Itchy en Scratchy · Kent Brockman · Krusty de Clown · Troy McClure · Rainier Wolfcastle · Radioactive Man
Snake · Kang & Kodos · Sideshow Bob · Fat Tony
Treehouse of Horror
Bart vs. the World · Bart Simpson's Escape from Camp Deadly · The Simpsons Arcadespel · Bart vs. the Space Mutants · Bart's House of Weirdness ·Bart vs. The Juggernauts · Krusty's Fun House · Bartman Meets Radioactive Man · Bart's Nightmare · The Itchy and Scratchy Game · Virtual Bart · Bart and the Beanstalk · Itchy & Scratchy in Miniature Golf Madness · Cartoon Studio · Virtual Springfield · Night of the Living Treehouse of Horror · Bowling · Wrestling · Road Rage · Skateboarding · Hit & Run · The Simpsons Game · The Simpsons: Tapped Out
The Simpsons · The Simpsons Pinball Party
Strips: Simpsons Comics · Bart Simpson serie · Itchy & Scratchy Comics · Bart Simpson's Treehouse of Horror · Futurama/Simpsons Infinitely Secret Crossover Crisis
Tijdschrift: Simpsons Illustrated
Boeken: Bart Simpson's Guide to Life · Family Album · Library of Wisdom · Complete Guides · Planet Simpson · The Simpsons and Philosophy
Actiefiguurtjes: World of Springfield
The Simpsons Movie
Bankgrap ·
Canyonero · 
D'oh! · 
Duff Beer · 
Schoolbordgrap · 